# Napoli... i 5 della squadra speciale
Napoli... i 5 della squadra speciale è un film poliziottesco del 1978, diretto da Mario Bianchi.

## Trama
Nella città di Napoli viene sequestrato l'ambasciatore americano.  Le autorità di polizia provano a costituire, per ritrovarlo una squadra speciale a capo della quale viene posto il commissario Borri, già noto per le sue battaglie contro la camorra, e da tre ex agenti - Marcello Arcangeli, Gianni Strinco e Bruno Pesenti - allontanati dal corpo per vari motivi. Ad essi, su consiglio di un alto funzionario governativo, Venanzi, si aggiunge un killer mercenario, lo statunitense Morgan. Borri intuisce che nel sequestro e nella contemporanea sparizione di un contenitore di plutonio è implicato il camorrista Eduardo Mancuso, tuttavia il commissario ignora che questi è in combutta con l'insospettabile Venanzi e che Morgan è un loro uomo.
Quando Borri e i suoi collaboratori cominciano a diventare un pericolo per i malavitosi pericolosi, il killer interviene eliminando Strinco e Arcangeli. Quindi, Borri, li vendica, uccidendo Morgan, ma muore per le ferite inferte da Morgan.